# T-54/T-55
Els T-54 i T-55 van ser tancs dissenyats en la Unió Soviètica, descendents directes del T-34. El primer prototip del T-54 va ser construït el 1946 i va entrar en producció el 1947. Després d'una sèrie de modificacions majors, el T-54 va ser rebatejat T-55 el 1955. Aquests tancs van ser exportats a més de 50 països, produït i millorats contínuament fins al 1979. El T-54/T-55 va ser el carro estàndard les unitats blindades de l'Exèrcit Roig, del Pacte de Varsòvia, i d'altres exèrcits fins a l'aparició del T-62, amb els quals va conviure fins al seu reemplaçament pels T-64 i T-72.

## T-54
El 1943 l'Oficina de Disseny Morozov va ressuscitar el projecte de preguerra del T-34M i va crear el tanc mitjà T-44. En el moment en què el T-44 estava llest per a la producció, el T-34 també havia estat modificat per adaptar-se a la mateixa arma. Tot i que el T-44 era superior en la majoria de les altres maneres, en aquest moment, la producció del T-34 estava en ple moviment i el nombre massiu de T-34 que es construïen compensava qualsevol avantatge a nombres més petits d'un disseny superior. El T-44 es va produir en petits nombres, amb al voltant de 200 acabats el 1945.

### Desenvolupament del T-54
El primer prototip del T-54 va ser, segons el "Certificat de fabricació i prova de prototips del tanc T-54 va ser finalitzat el gener de 1945 i va ser traslladat per a la prova al lloc de proves de Kubinka. El primer exemple del tanc, conegut com el T-54 Model 1945, encara era molt similar al T-44. La diferència externa més notable va ser la nova torreta més gran amb un canó de 100 mm, el blindatge frontal del qual va augmentar de 120 a 180 mm, i el blindatge lateral de 90 a 90-150 mm. Les proves de la T-54 transferida per a proves estatals es van dur a terme de l'11 de març a l'11 d'abril de 1945.
El juliol de 1945, l'oficina de disseny de la planta núm. 183 va construir el segon prototip del T-54, creat tenint en compte alguns dels comentaris de la comissió. El tanc va rebre una nova torreta, de forma arrodonida, semblant a l'IS-3, però amb un "zaman" al llarg de tot el perímetre, especialment notable a la part posterior. El gruix de l'armadura frontal de la torre va arribar als 200 mm i els costats, de 160 a 125 mm, els angles d'inclinació de les superfícies verticals de la torre van arribar als 45 °. La transmissió es va canviar d'acord amb els requisits de la comissió de proves, i el xassís finalment va rebre l'engranatge de la llanterna de les vies. També es va augmentar la capacitat dels dipòsits de combustible interns de 530 a 545 litres. L'armament del tanc incloïa dues metralladores SG de 7,62 mm així com un DShK antiaeri de 12,7 mm muntat al damunt de la torreta. Al juliol-novembre de 1945, aquesta mostra es va provar al lloc de proves de Kubinka.

#### T-54-1
El T-54-1, també conegut com T-54 obr 1946 va ser el model de fabricació inicial, produït des de 1946 fins a 1948. No va ser el millor començament i només uns quants vehicles van ser construïts (de fet, aquesta es va detenir fins que noves modificacions s'apliquessin en el disseny), però va establir les bases de l'èxit que després vindria. Utilitzava algunes parts ja usades i provades en tancs anteriors però en va incorporar altres bastant noves per a l'època, però en definitiva era molt notori que seguia la mateixa línia dels seus avantpassats T-34 i T-44.
De tota manera, el nou tanc era superior en tots els aspectes al tanc Ióssif Stalin IS-2, i llevat de per una diferència de blindatge a la torreta, inferior respecte a l'IS-3 (200 mm del T-54 contra 250 mm de l'IS-3), era en línies generals millor que aquest, també ja que la seva capacitat antitancs i mobilitat eren majors.

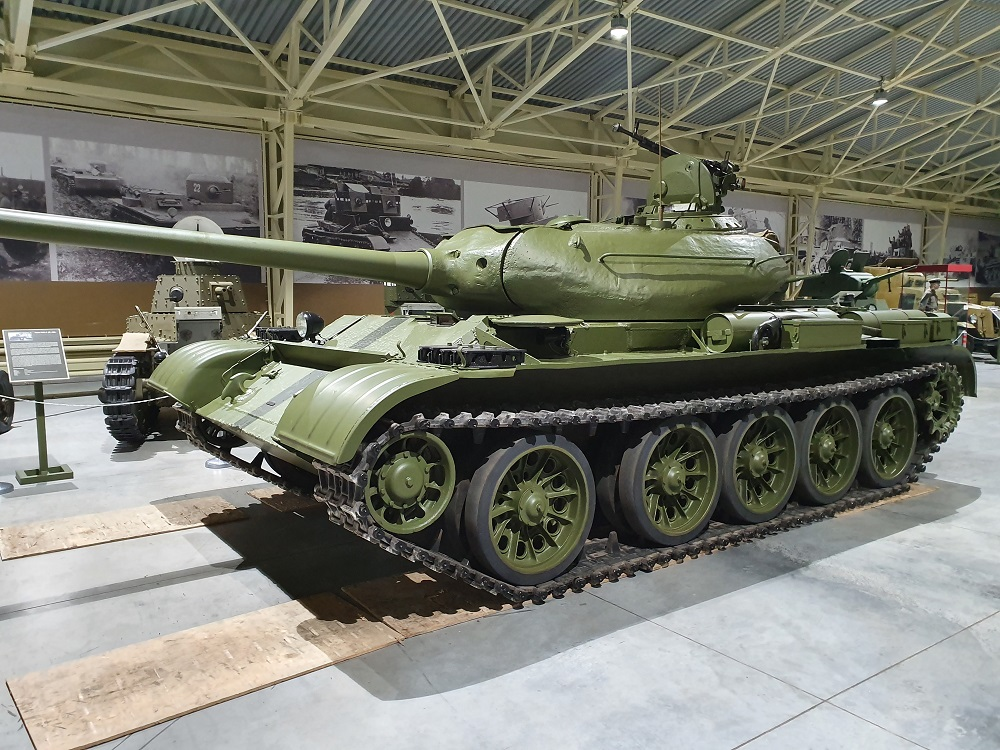
Tanc T-54 model 1946 al Museu d'Història Militar Russa

#### T-54-2
El 1949 va començar la construcció del T-54-2 (T-54 obr. 1949), va ser produït en sèrie entre 1949- 1951 el qual incorporava millores a la torreta i erugues més àmplies. La nova torreta, inspirada al tanc pesat IS-3, tenia una forma més ovalada semblant a una cúpula, amb les cares llises, encara que la part posterior de la mateixa seguia sent semblada a la del T-44.

#### T-54-3
El T-54-3 (T-54 obr. 1952) va ser produït en sèrie entre 1952 i 1955, que va adoptar la característica torreta arrodonida en forma d'ou, la qual li proporcionava una silueta molt baixa (un metre menys que el M60 Patton) i bones qualitats balístiques, a costa d'un blindatge molt inferior al dels EUA. des de finals dels cinquanta. A més va incorporar un visor telescòpic per a l'artiller TSh-2-22 en comptes de l'antic TSh-20 i podia generar una densa cortina de fum negre injectant combustible vaporitzat en el sistema d'escapament; aquesta última capacitat va romandre intacta en tota la sèrie T-54/T-55. Aquests tres primers models mancaven de snorkel per travessar cursos d'aigua majors als 1,4 metres en els quals es podia desplaçar sense preparació.
Per a 1954 la construcció del T-54-3 a l'URSS havia finalitzat, però en Polònia s'iniciaria l'any 1956 i continuaria fins a 1964.

#### T-54A

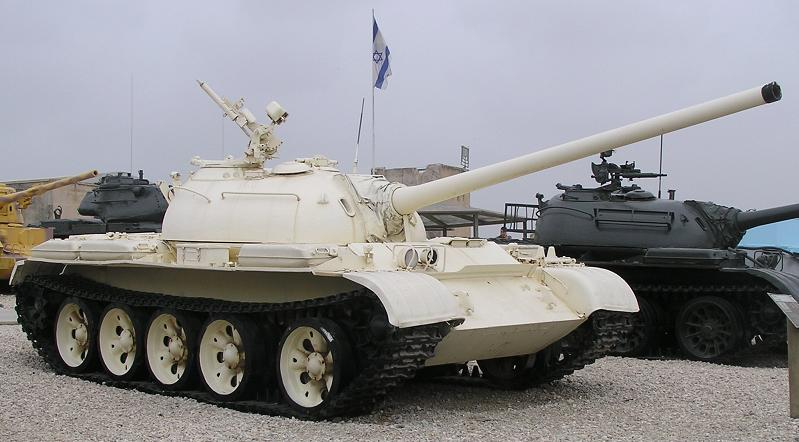
El T-54 pot reconèixer-se pel ventilador voltat al sostre de la torreta, davant de l'escotilla del carregador, el qual no posseeix el T-55

A partir de 1955 es posa en marxa la producció del T-54 A (Obyekt 137 G), el primer model de la sèrie T-54/T-55 que es fabricaria en massa. Xina copiaria aquesta versió sota la designació de Tipus 59. L'any 1956 van començar a acoblar-se els tancs en Polònia (Bumar-abdy) i el 1957 també a Txecoslovàquia (ZTS Martin).
Les millores més destacables estaven relacionades amb l'armament, l'electrònica i sistemes generals. El canó D-10 T va ser substituït per un més modern; el D-D-10TG, que incloïa un extractor de fum a la boca i un estabilitzador vertical STP-1 Gorizont. També va introduir un snorkel OPVT, mira telescòpica TSh-2 A-22, periscopi infraroig TVN-1 per al conductor i fars infrarojos davanters, nova ràdio R-113, filtre d'aire de diverses etapes per al motor i controladors de radiador; una bomba d'oli elèctrica i una altra de sentina, sistema extintor d'incendis automàtic i tancs de combustible addicionals.
El T-54 A es deixaria de construir en la Unió Soviètica el 1957 per l'aparició de nous models, mentre que seguiria en Polònia i Txecoslovàquia fins a 1964 i 1966 respectivament.

#### T-54B
Ja el 1957 es presenta una altra nova versió millorada, l'Obyekt 137 G 2 o T-T-54B, que portava de fàbrica el D-10 T 2 S, versió avançada que tenia l'actualització més significativa en relació amb els anteriors D-10: un estabilitzador de dos eixos STP-2 Tsyklon. A més, el desenvolupament dels nous i revolucionaris projectils APFSDS (munició perforant estabilitzada per aletes de casquet d'un sol ús) va millorar enormement la capacitat de penetració del canó, mantenint-lo en un nivell competitiu davant el desenvolupament dels nous blindatges occidentals.
A partir de 1959, se'ls va agregar un modern equipament per a combat nocturn, com ser una llum de recerca infraroja L-2 Lluna (a la dreta del canó) i un visor infraroig diürn/nocturn TPN-1-22-11 per a l'artiller, eliminant el vell periscopi MK-4. Mentrestant el comandant va rebre una llum de recerca per infraroigs OU-3.
Tot i així, l'Obyekt 137 G 2 no va tenir molt èxit, ja que el 1958 començaria la construcció del T-55 en Polònia i Txecoslovàquia (les dues nacions es comprometien a proveir a les forces armades del Pacte de Varsòvia), pel que només un any després del començament de la seva fabricació, el T-T-54B va ser deixat de costat.

### Modernitzacions
Els T-54 russos van ser modernitzats durant les dècades del seixanta i del setanta sota el programa de millores T-54 M, la finalitat del qual era ampliar la vida útil dels tancs i adequar-los per al combat modern. A mitjans dels seixanta es van aplicar les actualitzacions corresponents perquè estiguin a la mateixa alçària dels T-55, la qual cosa inclou lògicament la lleva del motor V-54 pel V-55, capacitat de munició ampliada a 43 rondes, noves ràdios, noves erugues RMSh, rodes del T-72, etcètera. L'altra gran modernització va començar el 1977 i va finalitzar a començaments dels vuitanta; aquesta incloïa snorkel OPVT per a aquelles que no tinguessin i telèmetre làser KTD-1.

### Versions comandament
A més van sorgir més de mitja dotzena de versions de tancs de comandament que portaven complexos equips de comunicacions extra, com per exemple dos ràdios R-113, o dos R-123 en els models més nous i molts altres sistemes més, que ocupaven gran part de l'espai interior reduint la capacitat de munició a només 5 projectils de 100 mm.

### Prototips
També van existir dos prototips partint del T-54, que mai no van arribar a l'etapa de producció. Un d'ells va ser l'Obyekt 137 ML, que diferia dels models comuns per haver-li muntat una plataforma simple per al llançament de míssils antitancs 9 M 14 Malyutka (designació OTAN: AT-3 Sagger), disposada sobre el canó, instal·lada de la mateixa manera que en el BMP-1.
En l'altre prototip, l'Obyekt 139 (també anomenat T-54 M, generant confusió amb el programa de modernització), es va intentar canviar el canó de D-10 pels revolucionaris canons ànima llisa D-54 T i D-54TS (també eren de 100 mm) i sistemes d'estabilització Raduga i Molnia, però aquest experiment no va ser reeixit i per acabar va continuar la utilització del D-10.

### Característiques

#### Torreta
La torreta i el mantellet del canó eren molt similars a les del T-44, i per acabar també a les del T-34/85. La torreta tenia un anell més ample que el dels seus predecessors augmentant relativament l'espai interior de la mateixa i fent una mica més còmode operar en ella. Quant al mantellet, es trobava molt bé protegit, oferint més de 200 mm de blindatge frontal. De fet, el nivell de protecció del blindatge era superior al de la gran majoria dels tancs alemanys de finals de la Segona Guerra Mundial.

#### Buc
El buc és el producte d'una sèrie d'experiments duts a terme amb el del T-44 i, malgrat que sembla idèntic al d'aquest, és més compacte, lleugerament més baix, un metre més curt i una mica més ample, encara que conserva el mateix estil clàssic. El blindatge (d'acer homogeni) que hi ha al front del buc és de gairebé 100 mm, en els costats del mateix és menor de 80 mm i en la part posterior sobrepassa els 45 mm El pes dels primers prototips i últims models del T-54, així com les dues versions bàsiques de producció del T-55, era inferior a les 40 tones, amb petites variacions depenent del model.

#### Interior
La tripulació era de quatre homes i la configuració interna era convencional, molt comú entre els tancs soviètics de l'època: el compartiment del conductor era al capdavant del buc cap a l'esquerra, i la resta de la tripulació (tres homes) s'ubicaven en línia a la torreta. El comandant s'allotjava en un habitacle en la part esquerra d'aquesta, el carregador a la zona dreta d'aquesta, i l'artiller en el centre, enmig d'aquests dos. El fet que els tres estiguessin en línia cap a difícil el tret i la recàrrega del canó i, com a resultat, una taxa de foc baixa en comparació amb els seus contemporanis occidentals que tenien més espai intern per maniobrar molt més còmodament. Aquesta característica va ser i és present a tots els tancs soviètics/russos, que imposen a les seves tripulacions condicions d'amuntegament.

#### Mobilitat
Els canvis més significatius eren en la planta motriu i l'armament. El motor V-54 que se li va instal·lar era un dièsel de 12 cilindres, 38,88 litres i refrigerat per aigua, capaç de desenvolupar una potència de 523 cavalls a 2.000 rpm. Gràcies al seu escàs pes, potent motor i robusta suspensió de barres de torsió, tenia una excel·lent mobilitat a camp entremaliada. El V-54 li donava una relació potència/pes de 13,2 cv/ton, podent assolir en carretera 48 km/h La capacitat de combustible era de 814 litres, donant-li una autonomia en carretera d'aproximadament 400 km, i fins a 600 km amb dos tancs de combustible externs de 200 litres cada un.
Tenia com en tots els tancs, una roda dentada en els extrems de cada eruga; la davantera era la tensora i la posterior era la motriu. Les erugues estaven compostes per cinc rodes de rodolament i no tenien rodets de retorn. Entre la primera i segona roda existia una separació notable, que fa al xassís molt fàcil de reconèixer. Els dos tubs d'escapament amb què comptava es trobaven en ambdós costats del parafang posterior.

#### Canó principal
El canó D-10 T sense estabilització d'alta velocitat de 100 mm va ser dissenyat per F.F. Petrov i és bàsicament un canó naval S-34 modificat per al seu ús en vehicles de combat. El primer canó de la sèrie va ser el D-10 S i se'l va construir perquè equipés al caçatancs SEU-100 en reemplaçament del SEU-85 que utilitzava un de 85 mm, però va ser adaptat per poder ser muntat al compartiment de l'artiller de la torreta del T-54; així i tot no existeixen diferències significatives en el funcionament i les capacitats entre el D-10 S i el D-10 T (la T és per tankovaya, que en rus significa tanc).
Té una longitud de 53,5 calibres i pot disparar projectils a una velocitat inicial de sortida de 895 m/segon, donant-li una important capacitat antitancs per als estàndards de mitjans dels quaranta. Pot penetrar 185 mm d'acer homogeni disposat verticalment a una distància de 1.000 metres.
La taxa de foc de 4 trets per minut (6 en tir sostingut) era lleugerament millor que la dels tancs russos anteriors. En efectuar un tret, es produeix un retrocés al canó que és esmorteït per un dispositiu hidràulic, i després recupera la seva posició normal mitjançant una suspensió hidropneumàtica. En l'interior del vehicle hi havia espai suficient per allotjar 34 projectils, una cosa escassa, a més dels quals es trobaven emmagatzemats en compartiments molt vulnerables.
Així i tot, el D-10 tenia serioses limitacions. L'elevació/depressió del mateix era de +18º/-3 º, bastant inferior a la dels canons occidentals. Un altre punt en contra és l'absència d'un estabilitzador en els primers models, podent disparar només efectivament estant immòbil, convertint-se en un blanc fàcil. Encara que els models posteriors incorporarien dispositius d'estabilització per al canó, sempre van estar per sota dels utilitzats per l'OTAN. El mateix passava amb els telèmetres, l'equipament de visió nocturna, etcètera; al capdavall, tots els sistemes electrònics eren molt més rústics i antics que els dispositius occidentals, ja que els russos no els consideraven essencials, però a la pràctica els seus tancs van acabar pagant aquest error en el camp de batalla durant molts anys.
En el seu moment, el canó de 100 mm va ser el més potent del món, molt superior als seus contemporanis estatunidencs des de mitjans dels quaranta fins a mitjans dels cinquanta. Va ser durant aquell període l'únic canó amb l'esmentat calibre i llarg total muntat sobre un tanc produït massivament, a diferència canons nord-americans M32 de 76 mm, M3A1 i M36 de 90 mm, que posseïen els M41, M46 i M47 respectivament. Però per a finals de la dècada del cinquanta i principis dels seixanta, el desenvolupament i l'aparició del M60 Patton amb el seu canó M68 de 105 mm van deixar molt relegat al sistema de penetració per energia cinètica del D-10, el projectil del qual tenia una velocitat inferior. Aquest esdeveniment va suposar el final de l'hegemonia russa en potència de foc, almenys per un temps.

#### Armament secundari
Com a armament secundari, el T-54 comptava amb tres metralladores. Una d'elles era l'antiaèria pesada DShK 1938/46 de 12,7 x 108 mm muntada al sostre de la torreta, a la dreta, operada pel carregador, que quan no estava complint la seva missió de recàrrega de projectils del canó obria la seva escotilla i s'encarregava de la defensa aèria. La DShK és accionada per gas, té una taxa de foc de 600 rondes per minut, un abast de 1.500 metres contra blancs terrestres i de 1.000 metres contra blancs aeris, i els projectils tenen una velocitat de sortida de la boca del canó de 850 m/segon
Coaxial al canó, es trobava una SGMT de 7,62 x 54 mm, també operada per gas, amb una taxa de tret que va de 500 a 700 cartutxos per minut i una velocitat inicial de sortida de 800 m/segon Aquesta era utilitzada per l'artiller del canó en casos urgents. Finalment, una altra SGMT es trobava al front del buc per ser disparada pel conductor en situacions extremes per repel·lir a la infanteria enemiga que perillosament se sobre davant el tanc.

## T-55

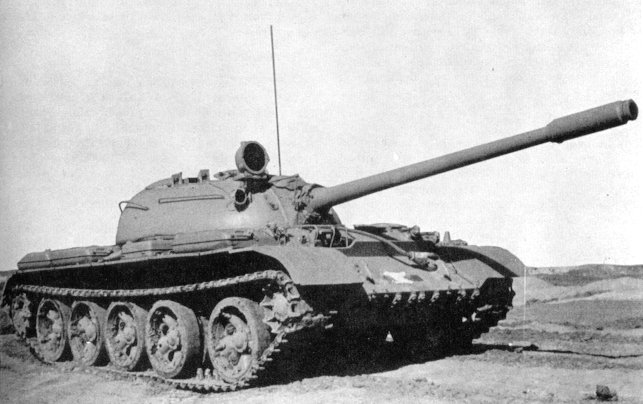
El T-55 original no tenia la metralladora antiaèria pesada DShK 1938/46

Amb la necessitat d'ampliar el disseny i aplicar-li les millores corresponents que anaven apareixent amb el nou desenvolupament tecnològic en armament, sistemes electrònics i de protecció NBQ, es va desenvolupar a començaments dels anys cinquanta una nova versió del T-54, que no seria designat com un model millorat d'aquest, sinó que portaria un altre nom, com si es tractés d'un tanc completament nou.

### T-55 bàsic

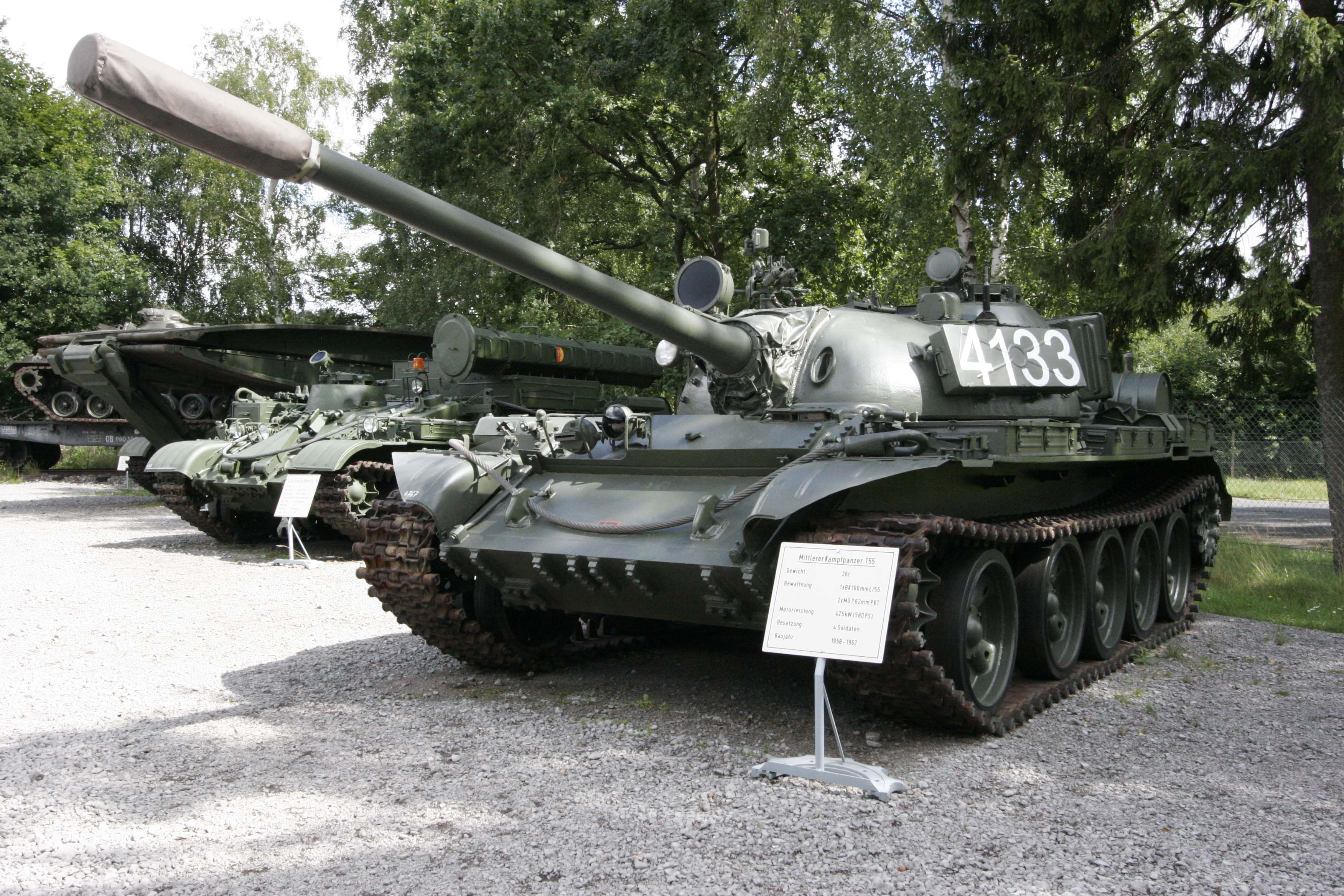
T-55 A en el Panzermuseum de Munster, Alemanya

Aquest blindat seria rebatejat com Obyekt 155 o simplement T-55 (bàsic), i la seva producció es llançaria, igual com la del T-54 A, el 1955. També seria fabricat en Polònia i Txecoslovàquia des de 1958. El T-55 mantenia la base del T-54, i resultava molt difícil distingir-los als dos models quan estaven junts, fins i tot si se'ls veia de prop.
Encara que van deixar de ser fabricats molt abans que els seus successors, els T-54 seguirien en servei en l'Exèrcit Soviètic junt amb el T-55 gràcies a les modernitzacions que es durien a terme durant els següents anys, reemplaçant les velles parts per noves, a fi de portar-los als estàndards dels T-55 més moderns i estendre la seva vida operativa. És per això que també tenen molts elements en comú, com a les mires i llums de recerca infrarojos del T-55 que progressivament van ser instal·lades en els vells T-54-2, T-54-3 i T-54 A.
Exteriorment es pot diferenciar al T-55 per posseir una nova torreta, que encara que és gairebé exactament igual a la del T-54 A, ja que els canvis significatius es troben en l'interior. Aquesta manca de la cúpula de ventilació en forma de fong que s'ubicava al capdavant de la metralladora antiaèria pesada DShK 1938/46 de 12,7 mm. Aquesta última va ser remoguda, perquè se la va considerar inútil davant els nous avions de reacció que en molts casos trencaven la barrera del so, i perquè la seva precisió més enllà dels 100 metres era espantosa. Quant al canó principal, durant els primers anys de producció li va ser muntat el D-10 T 2 G d'estabilització en dos plans, que bàsicament era una versió millorada del D-D-10TG utilitzat en el T-54 A, que només tenia estabilització vertical. A partir de 1957 es començà a armar-los amb el nou D-10 T 2 S que ja es feia servir en el T-T-54B.
Altres canvis importants van ser els de la planta motriu, canviant-se el V-54 pel V-55 de quatre temps, 581 cavalls de força i poder assistit d'embragatge, incrementant la relació potència/pes a 14,6 hp/ton i la velocitat màxima a 55 km/h També es van instal·lar un sistema de protecció PAU contra radiació i químics (versió bàsica), un sistema de protecció NBQ de sobrepressió interna (en cas que arribés a entrar aire contaminat, l'excés de pressió dins del tanc faria que aquest sortís per on hagués entrat), detector de raigs gamma i nou generador de fum TDA, la cortina del qual era expulsada per la canella d'escapada.
La caixa de canvis era sens dubte manual, de 5 marxes cap a davant i una cap enrere. Tant en la primera marxa com en reversa assolia la velocitat màxima de 6,85 km/h, en segona arribava a 14,66 km/h, en tercera a 20,21 km/h, en quarta fins a 29 km/h i en cinquena a 55 km/h.
Les rodes de les erugues van ser reemplaçades per les de disseny de tipus "aranya" i se li podia muntar un nou snorkel, que li permetia creuar per rius i llacs de fins a 5,5 metres a una velocitat de 2 km/h Aquest és instal·lat en un lapse d'entre 15 i 30 minuts aproximadament, però pot ser abandonat immediatament després d'haver sortit de l'aigua. La capacitat de combustible i munició va ser augmentada; la primera a 962 litres (254 galons), donant-li un abast de creuer de 500 km i un màxim de 700 km aproximadament amb tancs de combustible externs, mentre que la munició emmagatzemada va arribar fins a 45 projectils.
En l'URSS la construcció del T-55 bàsic finalitzaria el 1963, en Polònia el 1964, i en Txecoslovàquia el 1983, sent l'última versió important en ser fabricada a tot el món.

### T-55 A
Seguint amb les millores, l'any 1963 apareix la versió T-55 A (Obyekt 155 A). Aquest model va ser desenvolupat principalment per incorporar un nou revestiment antirradiació i plena capacitat de filtració NBQ amb el modernitzat sistema PAU/FVU. Igualment, el tanc mai no va arribar a ser "hermètic", de manera que la tripulació havia de protegir-se amb màscares i vestir-se amb vestits especials per protegir-se d'agents químics i biològics. Aquesta vestimenta era calorosa i molt incòmoda, de manera que operar dins del tanc en zona de guerra durant diversos dies era bastant inhumà.
La principal millora interna va ser l'aplicació d'un plastificat de làmines de plom per a protecció antirradiació. Això es va notar exteriorment per l'augment de la mida de les corbes de les escotilles del conductor, comandant i carregador, les quals van haver de ser ampliades per poder acomodar el material intern. També va incloure protecció antirradioactiva POV (provocant que la silueta de les escotilles de la torreta sobresortissin d'aquesta) i filtrador NBQ distribuït al voltant de la metralladora frontal del buc. La metralladora coaxial SGMT va ser reemplaçada per una PKT (del mateix calibre que l'anterior, però amb un abast efectiu de 1.000 metres, taxa de foc normal de 650 trets per minut i velocitat inicial de sortida de 825 m/segon) i l'altra SGMT del buc va ser eliminada, la qual cosa va deixar espai per a uns altres 6 projectils de 100 mm addicionals, totalitzant un màxim de 51 rondes per al canó.
Per a aquest llavors, els T-55 estaven sent complementats pels T-62 i part de la producció dels primers va ser reemplaçada a favor del nou tanc.
El T-55 A va ser fabricat en Polònia des de 1964 fins a 1979, i va concloure el seu acoblament en la Unió Soviètica el 1981.

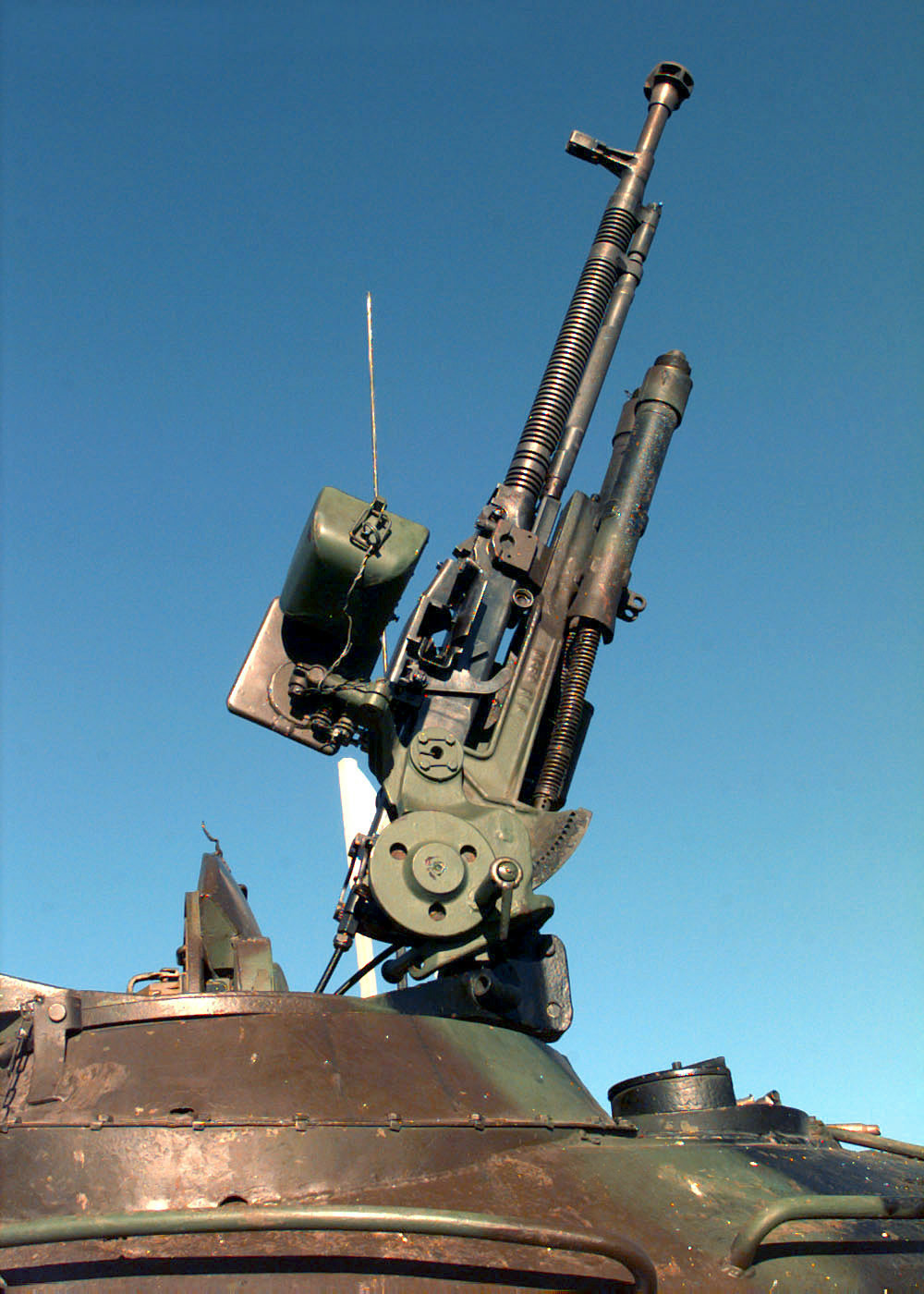
Metralladora antiaèria pesada DShK 1938/46 muntada al sostre d'un T-55

### Primeres modernitzacions
Les modernitzacions d'aquests dos models (bàsic i A) comencen el 1970, quan a tots els T-55 A se'ls va adaptar perquè poguessin utilitzar la metralladora pesada antiaèria DShK 1938/46 de 12,7 x 108 mm, i a partir de 1972 es va fer el mateix amb els T-55 bàsics. Durant 1974 tots els T-55 van rebre telèmetres làser KTD-2, el qual anava recobert per una caixa blindada que suportava el foc d'armes molt lleugeres (pistoles i resquills de granades) i s'ubicava per sobre del canó.
Va ser a partir d'aquest període quan, per l'aparició dels moderns T-64 i T-72, els T-55 de les forces blindades soviètiques van anar passant a unitats de menor categoria. Tanmateix, el recanvi es va anar duent a terme molt lentament, ja que la quantitat de tancs T-55 i T-62 que es trobaven en servei era enorme, comprenent el 85% del total de carros de combat russos actius.

### T-55M/AM
Les millores més importants comencen a ser aplicades a partir de la segona meitat de la dècada del setanta, en els denominats Obyekt 155 M i Obyekt 155 AM, més coneguts com a T-55 M i T-T-55AM, els quals van introduir una sèrie de millores en els T-55 i T-55 A respectivament (aquests ja havien estat portats als estàndards dels models 1970 i 1974). Se'ls va equipar amb el sistema de control de punteria Volna, sistema d'estabilització de canó millorat Tsiklon-M1, nous visors TShSM-TShSM-32PV, motor repotenciat V-55 U de 621 cavalls, suspensió millorada i noves erugues RMSh.
També es va ampliar considerablement la protecció del tanc amb l'addició de dues plaques d'armadura BDD (semicirculars, amb forma de ferradura) al front de la torreta i una altra placa BDD rectangular sobre el glacis. D'aquesta manera la torreta assoleix un nivell de protecció contra projectils KE (Kinetic Energy, que utilitza energia cinètica per penetrar) de 330 mm i contra munició CE (Chemical Energy, que utilitza energia química per penetrar) de 450 mm Les plaques BDD són en realitat caixes d'acer buides, que són omplertes amb escuma de poliuretà concentrat. A més es va reforçar el blindatge del terra del buc, per proporcionar major resistència a les explosions de mines antitancs, i es van instal·lar sistemes antinapalm també nous i antiradiació. Finalment, es van incorporar noves sets de ràdios R-173/173P, faldons per a les erugues i 8 llançafums Tucha de 81 mm

### T-55M-1/AM-1

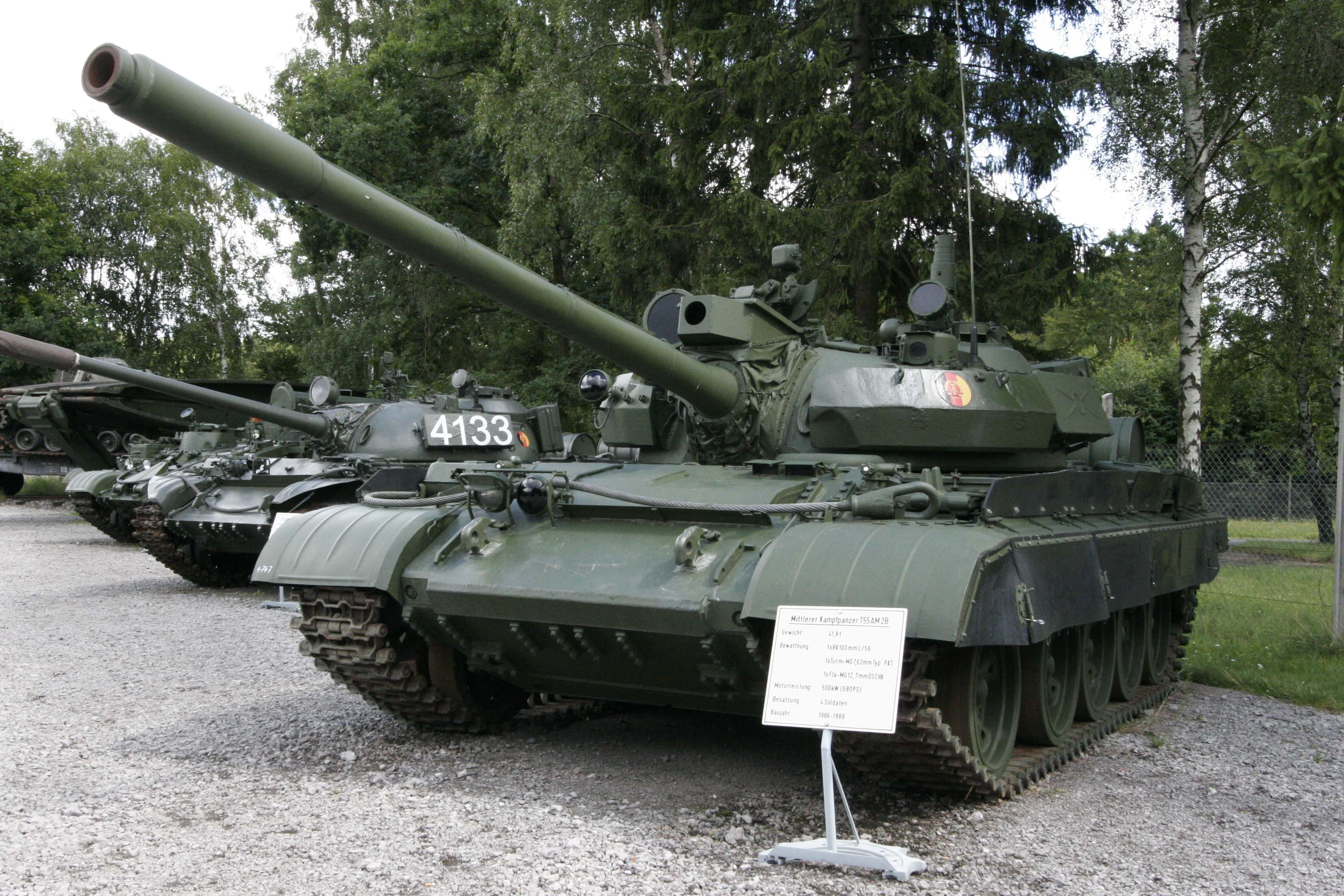
T-55 AM 2 B, una versió txecoslovaca que incloïa blindatge passiu BDD i capacitat per disparar míssils 9 K 116-1 Bastion (AT-10 Stabber)

Poc temps després es va modificar els models M i AM, que van passar a dir-se M-1 i AM-1. Els ara T-55 M-1 i T-T-55AM-1-1 tindrien un nou motor V-46-5 M de 691 hp, derivat del V-46-6 de 780 hp que utilitza el T-72 Ural. D'aquesta forma, el pes del tanc assolia les 41,5 tones.
A partir de 1983, dins del marc del mateix programa de modernització, es van modificar a molts T-55 M i AM perquè tinguessin la revolucionària habilitat de disparar el sistema de míssils antitancs guiats 9 K 116-1 Bastion de 100 mm (designació OTAN AT-10 Stabber) a través del canó principal. Podien ser portats 5 míssils dins del tanc, que tenien la capacitat de penetrar 600 mm d'acer a 4.000 m i eren recarregats i disparat de la mateixa forma que un projectil convencional. Aquests eren guiats per làser mitjançant un visor 1 K 13-BOM que complia també la missió de mira per a l'artiller, encara que òbviament no podia fer les dues coses alhora. Els últims models poden penetrar fins a 750 mm en una distància de 6.000 m.
Els Bastion eren perfectes per a la destrucció de tancs en llarga distància i fins i tot per caure helicòpters que es trobin volant a baixa altura, i malgrat que el míssil era molt car (cada un costava gairebé la meitat d'un T-55 M) li possibilitava al D-10 travar-se en combat amb els MBT més moderns.

### T-T-55AD
El 1981 va aparèixer una versió particular, únicament del T-55 A, al qual se li havia instal·lat el sistema de defensa actiu KAZ 1030 M Drozd (tord), proporcionant-li un nivell de protecció bastant alt per a l'època contra míssils antitanc i granades propulsades per coet. Aquest model seria conegut com a T-T-55AD (Obyekt 155AD), i encara que el projecte va ser abandonat per l'Exèrcit Roig, la Infanteria de Marina Soviètica va decidir aplicar el Drozd a uns 250 de seus T-55 A. Això va acabar sent molt profitós, ja que el Drozd era en aquell moment l'únic sistema de defensa actiu del món en servei operacional, i a més era relativament barat. Malgrat que el radar del Drozd no determinava adequadament els paràmetres d'elevació dels míssils enemics i el sistema de municions que s'encarregava de destruir a aquests generava danys col·laterals elevats (sobretot a la infanteria que acompanyava de prop al tanc), eren per a l'època el millor en defenses antimíssils.
La raó per la qual es va optar estalviar tant diners van ser la decadent situació de l'URSS, que va obligar a reduir considerablement el pressupost militar.
Cal tenir en compte que resulta molt més econòmic equipar a un tanc que ja es troba en servei amb un modern i eficaç sistema defensiu que només necessita instal·lar-se, en comptes de gastar milions en la construcció d'un nou tanc (l'Armada Soviètica havia estat a punt d'incorporar al T-72, que hagués representat una despesa molt més gran). El Drozd convertia al T-T-55AD en un tanc molt bé protegit, a la mateixa altura que els MBT de principis dels vuitanta en aquest aspecte, sobre un disseny reeixit i més que provat, i que per a l'època ja es considerava obsolet. Així, la marina russa va poder continuar usant el seu principal mitjà de combat terrestre amb el simple muntatge d'una nova tecnologia.
Va ser llavors quan es va decidir augmentar la mobilitat del model reemplaçant el motor V-55 U pel V-46-5 M, tal com havia aconseguit els models M-1 i AM-1. Aquesta versió repotenciada passaria a dir-se T-T-55AD-1-1.

### T-T-55 Mv/Amv/Amv
Durant l'any 1983, quan la Unió Soviètica començava a trontollar, va sorgir un nou model amb la intenció d'augmentar la resistència del blindatge, ja que hi havia una enorme quantitat de T-55 que encara es mantenia en servei. Aquests s'havien convertit en vehicles molt vulnerables i podien ser destruïts fàcilment per qualsevol tanc gairebé occidental, de manera que per no haver de retirar-los es va pensar a protegir-los millor.
Aquests eren els T-T-55MV i T-T-55AMV. La "V" és per vzryvnoj (explosiu), ja que va ser dissenyat específicament per portar el blindatge reactiu explosiu de primera generació Kontakt-1, en comptes de l'addicional armadura passiva BDD dels models M tradicionals. Aquests maons són normalment muntats al front de la torreta i a al voltant del buc, a excepció de la part posterior, i fan explosió quan un projectil pren contacte amb aquests, destruint-lo abans que la munició hostil perfori la cuirassa i esclati en l'interior. Ofereixen un nivell de protecció (total, junt amb el blindatge convencional) estimat entre 700 i 900 mm contra projectils HEAT (munició antitanc d'alt explosiu), però existeix la possibilitat d'equipar-los amb blindatge reactiu de segona generació que conserva la mateixa capacitat de defensa contra cartutxos HEAT del Kontakt-1, a més de tenir una resistència d'entre 450 i 480 mm contra munició d'energia cinètica.
Tot això va repercutir en el pes del model, que va passar a ser de 44,6 t, tenint d'aquesta manera una velocitat en carretera de 50 km/h i a camp travessa de 26 km/h. Aquesta versió va ser adoptada per la Infanteria de Marina primer. Després del col·lapse de la Unió Soviètica, l'Exèrcit també va decidir modernitzar molts dels seus tancs a l'estàndard MV. Com en els models anteriors, els va ser agregat el motor V-46-5 M i se'ls va redesignar com T-T-55MV-1-1 i T-T-55AMV-1-1.
Igualment, per a començaments dels vuitanta ningú no voldria gastar en un disseny desfasat, que no aguantaria gaire temps més i el major defecte del qual (la protecció) no podia ser reparat amb la simple adhesió de blindatge reactiu. A finals d'aquesta dècada, els T-55 de l'Exèrcit Roig Soviètic començarien, d'a poc, a ser transferits a la reserva.

### T-55 M 5
Una de les últimes versions va ser el T-55 M 5. El nou equip afegia blindatge reactiu Kontakt-5 de tercera generació al voltant del front de la torreta, plafons blindats al glacis, un nou sistema de control de tret amb mires TVK-3 estabilitzades i TKN-TKN-1SM per a l'artiller i comandant, i un nou sistema d'estabilització del canó. Pot ser propulsat per un motor V-55 U millorat (no difereix gaire del comú) o un V-46-5 M; a més manté el canó original D-10 T 2 S de 100 mm i el seu pes en ordre de combat és menor de 40 tones.

### T-55 M 6
Els russos van finalitzar l'etapa de modernització de l'els T-55 amb l'última i, per tant, millor versió de totes, el T-55 M 6, en on van intentar portar a aquests als mateixos estàndards i capacitats del T-72. És potser la modernització més radical de totes les aplicades sobre el tanc, ja que utilitza un nou i més llarg xassís de 6 rodes en cada costat, motor V-46-5 M de 691 cv, i torreta i sistemes d'armes del T-T-72B, amb el canó 2 A 46 M de 125 mm i carregador automàtic inclusivament. Opcionalment el tanc pot anar equipat amb el sistema de míssils antitanc 9 K 120 Svir i sistema de control de tir 1 A 40-1 (del T-T-72B), o amb els míssils 9 K 119 Refleks i el seu corresponent controlador de punteria 1 A 42 (del T-80 U).
El T-55 M 6 era una opció bastant econòmica, i sobretot molt convenient per a aquells països del Tercer Món que no podien adquirir tancs com el T-72. D'aquesta forma, els usuaris que estaven decidint donar de baixa els seus T-55 van poder transformar els seus carros de combat de manera que aquests estiguin pràcticament a la mateixa alçària que un T-72, però a un preu molt menor. Tal és així que molts països han fet les seves pròpies versions actualitzades localment, amb nous motors, blindatge reactiu, canons de 120 o 125 mm, sistemes de protecció actius, visors tèrmics i telèmetres làser. Aquestes millores el converteixen en un potent MBT fins al dia d'avui, sent molt rendible per a aquelles nacions que tenen un baix pressupost en defensa.

### Versions comando
Del T-55 també es van desenvolupar versions de comandament, unes 9 en total. Els primers dos models eren molt similars als tancs de comando del T-54, però amb el temps se'ls van anar agregant radis R-123M i R-130M, generadors AB-1-P/30 i l'ampliada capacitat de 12 rondes de 100 mm en total. Els últims models estaven equipats amb ràdios R-173 i R-143TS en comptes de les anteriorment anomenades.

### Prototips
Igual com amb el T-54, es va utilitzar al T-55 per provar el sistema antitanc 9 M 14 Malyutka (AT-3 Sagger). Aquesta vegada va ser instal·lada una llançadora triple per a aquests míssils a la part posterior de la torreta, però les complicacions sorgides i la poca eficàcia del míssil i les seves limitacions, van impedir que el prototip Obyekt 155 ML es produís.

## Historial de combat
Els T-54/T-55 van veure acció en gairebé tots els conflictes que es van desenvolupar des dels anys cinquanta fins avui. 

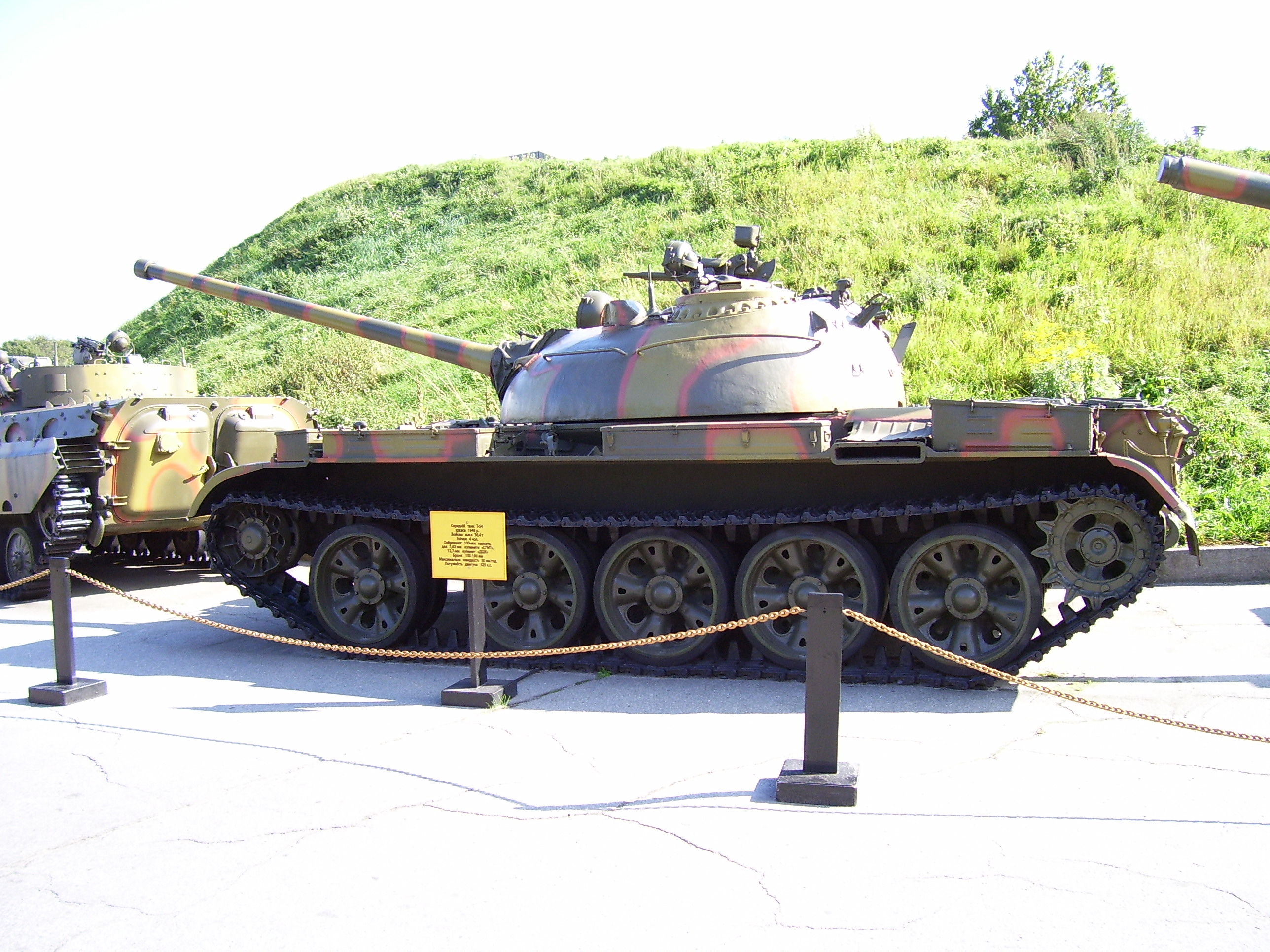
T-54 al Museu de la Gran Guerra Patriòtica, Kíiv.

Encara que la majoria de les vegades la seva participació es va donar en escaramusses de segon ordre i sent operats per països pobres del Tercer Món, també van ser presents en els esdeveniments més importants internacionals de la segona meitat del Segle XX. Moltes vegades utilitzats per ambdós bàndols, aquesta reeixida sèrie va combatre als teatres d'operacions més diversos; des de les sagnants guerres civils africanes i els llargs enfrontaments en els Balcans, fins a les memorables lluites del Sud-est Asiàtic i Orient Mitjà.
Desgraciadament, no van tenir la possibilitat involucrar-se a cap acció militar important durant el seu apogeu en la dècada del cinquanta i de nou van poder veure's cara a cara amb els seus parells de l'OTAN en els seixanta, data en la qual ja havien estat superats en gairebé tots els aspectes.

### Baptisme de foc
Els primers de la sèrie a entrar en combat van ser els T-54 A, durant la Revolució Hongaresa de 1956, quan la Unió Soviètica va entrar amb els seus tancs a Budapest el 4 de novembre de 1956. l'Exèrcit Hongarès va oposar una esporàdica i desorganitzada defensa als carrers de la ciutat, però va aconseguir posar fora de combat a uns quants T-54 amb bombes molotov i canons antitanc. Fins a aquell moment el T-54 era considerat com un dels millors tancs del món, sent molt més petit que els seus contemporanis de l'OTAN com els Patton (M46, M47 i M48) i Centurion anglesos, amb una gran potència de foc per al seu lleuger pes, però amb un blindatge molt menor que els seus rivals occidentals.

### Orient Mitjà
Més d'una dècada després, en la Guerra dels Sis Dies de 1967, els T-54 i T-55 de Síria i Egipte s'enfrontarien als M48, Centurion, AMX-13 i Super Sherman M50 i M51 (versió repotenciada per Israel) del Tzahal (Forces de Defensa Israelianes). Les pobres tàctiques d'avenç utilitzades pels àrabs, junt amb el baix entrenament dels seus tripulants, van possibilitar que els hebreus li propinessin una aclaparadora derrota en menys d'una setmana, destruint pràcticament totes les seves forces cuirassades i mecanitzades.
Això es va deure també a l'excel·lent planificació de les operacions jueves i a l'alt nivell tècnic dels tanquistes israelians, que amb la seva diversa barreja de blindats i en inferioritat numèrica van aconseguir frenar la imminent conquesta de Jerusalem i després contraatacar sobre territori enemic.
Igualment, el major cop va venir des de l'aire. El primer dia de la guerra, la Força Aèria Israeliana va aniquilar les flotes aèries de combat d'Egipte, Síria, Jordània i Iraq, raó per la qual va poder concentrar-se a atacar les formacions amuntegades terrestres enemigues que entraven a Israel. Va anar aquí on els Mirage III CJ, Súper Mystere i Ouragan van massacrar la majoria dels T-54 i T-55 islàmics, que corrien a través del desert sense suport aeri.
Novament Orient Mitjà esclatava el 1973 amb la denominada Guerra de Yom Kippur. En aquest conflicte, els T-55 ja es podien considerar antiquats, i el seu canó D-10 començava a perdre efectivitat competitiva davant els L7 i M68 de 105 mm amb què comptaven els Centurion Mk V i M60A1, més precisos, potents i amb major abast. L'únic avantatge que tenien els T-55 és que molts d'ells havien estat equipats amb sistemes de visió nocturna, una cosa que els seus oponents no tenien, podent atacar d'eficaçment durant la nit. Lamentablement aquesta característica no va influir en el desenvolupament dels combats entre tancs, ja que gairebé tots ells es van lliurar de dia.
Durant els 20 dies que va durar la guerra, els moderns carros de combat hebreus esmentats anteriorment van batre sense problemes als més nombrosos però ineficaçment protegits T-54 i T-55 en una distància molt més gran de la qual el tanc soviètic podia fer foc. La majoria de les baixes jueves al seu parc blindat va ser a causa de míssils antitanc com l'AT-3 Sagger (9 M 14 Malyutka), i en menor mesura per les granades propulsades per coet RPG-7.
Una cosa molt curiosa va anar que el Tzahal també va tenir a disposició uns 200 T-54/T-55 completament operatius, que havien estat capturats després de la seva aclaparadora victòria el 1967, i la participació dels quals en aquesta guerra va ser una mica escassa, estant majoritàriament en unitats de reserva i rereguarda.

### Vietnam
En el transcurs de la Guerra del Vietnam, el T-54 va ser utilitzat per l'Exèrcit del Vietnam del Nord, destacant-se pel seu nombre en l'Ofensiva de Pasqua de 1972 i en l'Ofensiva de Primavera de 1975, però el seu blindatge va tornar a jugar-li una mala passada. Va acabar demostrant ser molt vulnerable davant els coets antitanc d'un sol ús M72 LAW i fins i tot n'hi va haver molts avariats i destruïts pels canons de 76 mm dels M41 Walker Bulldog de l'Exèrcit del Vietnam del Sud, els quals van provar ser superiors en la baralla de tanc contra tanc.
Ni parlar dels M48A3 Patton (aquests van servir majoritàriament per a l'exèrcit i el Cos de Marines dels Estats Units d'Amèrica, encara que també una petita quantitat va ser operada per l'exèrcit del Vietnam del Sud), que van fer miques als T-54 amb els seus canons de 90 mm, una mica inferiors en potència als D-10 de 100 mm Aquí, la diferència la va fer el gruixut blindatge del M48, que no podia ser penetrat fàcilment pel canó rus en llargues distàncies; a més, els sistemes de punteria avançats nord-americans li conferien al M48 una gran precisió, i les seves municions sempre donaven en el blanc abans que la seva contrapart soviètica va tenir si més no temps d'apuntar.
De tota manera, l'estil de combat que predominava era proper; moltes vegades es donava en camins selvàtics molt tancats i també en zones semiurbanes, per la qual cosa la lluita entre tancs es resolia simplement disparant abans que l'enemic. En aquestes situacions jugava un importantíssim paper la perícia dels tanquistes.
Després d'haver retrocedit per la gran superioritat aèria de la Força Aèria dels Estats Units, l'exèrcit del Vietnam del Nord va saber reposar-se i finalment va derrotar les forces blindades sudvietnamites, compostes majoritàriament pels desgastats M41 i M48 que havia estat usat pels Estats Units. Aquest desenllaç final en favor dels comunistes es va deure en gran part a l'increment d'hores d'entrenament de les tripulacions dels T-54 i per la utilització de noves tàctiques de combat.

### Altres conflictes

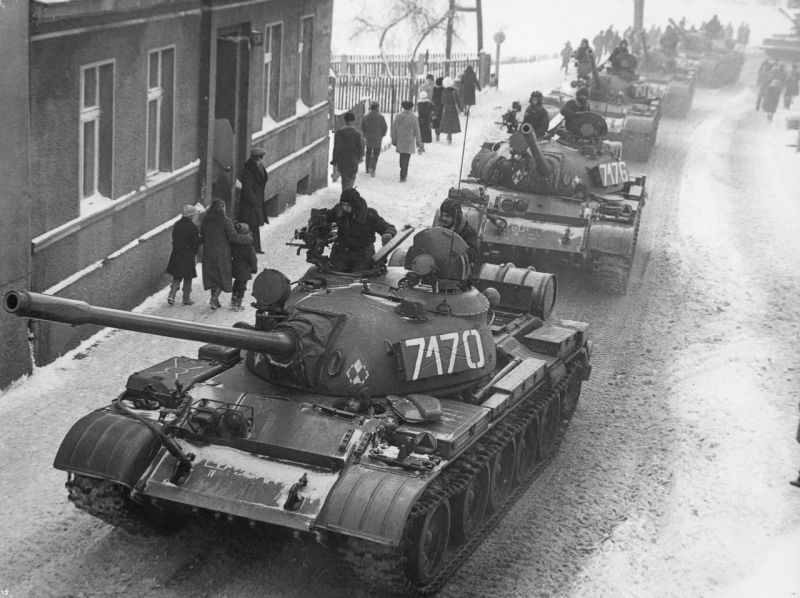
T-55 L polonesos als carrers durant la Llei Marcial a Polònia

En l'any 1971 es va deslligar la Tercera Guerra Indo-Pakistanès, on els T-55, Centurion AMX-13, PT-76 i M24 Chaffee indis van ser emprats a Chaamb contra els M48 Patton, M24 Chaffee i Tipus 59 pakistanesos.
Els T-55 indis es van veure beneficiats pels seus dispositius infrarojos de visió nocturna i millors municions perforants, però el seu oponent més complicat d'abatre era novament el M48, i com l'experiència anterior ho indica, el nord-americà era millor que el soviètic; així i tot molts M48 pakistanesos van ser destruïts, pel que és probable que hagin estat els canons de 105 mm dels Centurion i AMX-13 els que van causar les baixes.
Entre desembre de 1981 i juliol de 1983, els T-55 L polonesos van ser utilitzats durant la Llei Marcial a Polònia per intimidar la població i suprimir la resistència existent contra el Règim Comunista del país. Més de 100 civils van morir durant a causa de la repressió duta a terme pel govern de República Popular de Polònia.

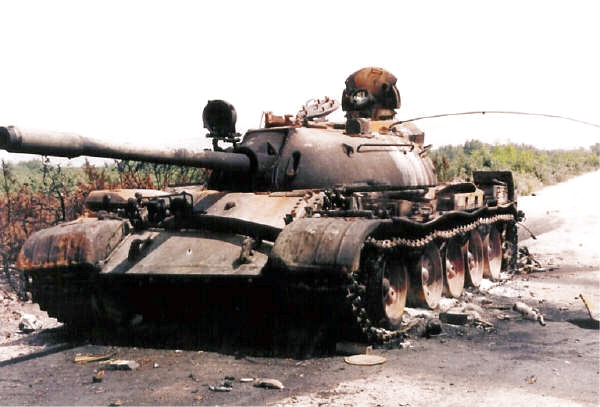
T-55 serbi destruït per l'Exèrcit Croat a la carretera de Drnis

Durant les Guerres iugoslaves els T-55 van ser els tancs més utilitzats per totes les forces armades de la regió. En la Guerra de la independència croata (1991-1995), el T-55 era el carro de combat més nombrós de l'Exèrcit Popular Iugoslau, i novament van reivindicar la seva famosa vulnerabilitat davant armes antitanc portàtils; a més van ser malament empleats en àrees urbanes i terrenys molt escabrosos, però no van poder ser reemplaçats en el seu rol de tanc principal a causa de l'elevat nombre d'unitats en servei. Des d'intervinguts fins a finals de 1991, durant la batalla de Vukovar, l'Exèrcit Popular Iugoslau va agrupar a la major part de seus blindats, i va ser aquí on molts d'ells van ser totalment destruïts gairebé exclusivament pels RPG-7 croats.

### Kuwait i Iraq

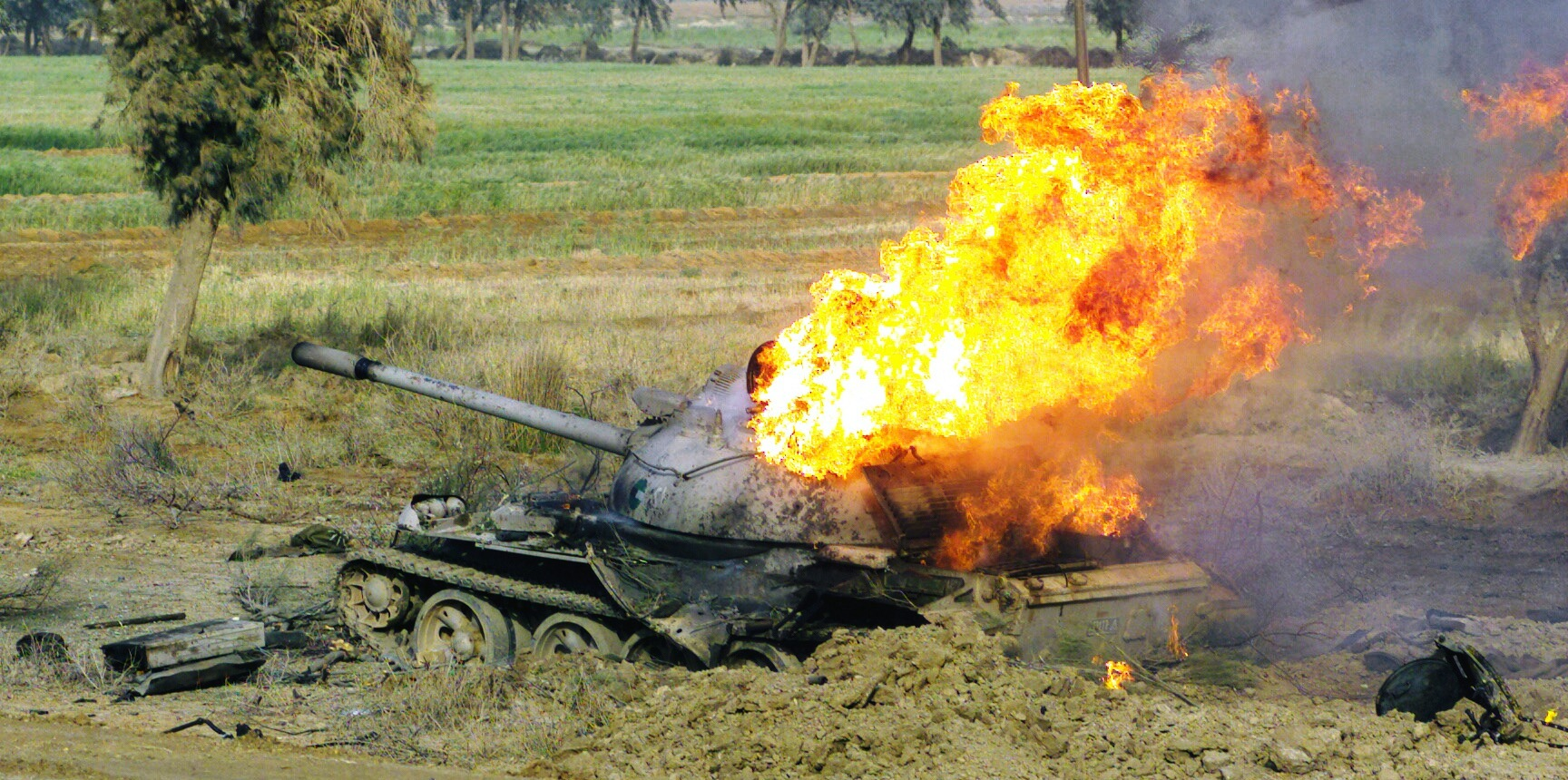
T-55 iraquià destruït i en flames durant la Invasió de l'Iraq de 2003

El pitjor acompliment de l'en altre temps millor tanc del món dels primers anys de la Guerra Freda, es va donar en els camps de batalla dels deserts kuwaitians i iraquians en la Guerra del Golf Pèrsic de 1991 i la Invasió de l'Iraq de 2003.
En l'Operació Tempesta del Desert, gairebé tots els Tipus 59 i Tipus 69 de l'Exèrcit Iraquià van ser condemnats quan se'ls va enviar al capdavant de batalla, reservant-se els més nous T-72 de la Guàrdia Republicana Iraquiana per a la defensa de Bagdad. Malgrat van lluitar amb coratge, els blindats de Saddam Hussein no van tenir cap oportunitat i van ser atacats per terra i aire. Les forces dels EUA van neutralitzar qualsevol dany que poguessin haver provocat els Tipus 59/69 amb seus M1A1 Abrams, que amb els seus canons M256 d'ànima llisa i 120 mm es van fer càrrec dels seus obsolets contrincants sense cap problema i cap baixa. La coalició també va aixafar com a llaunes de sardina als tancs iraquians amb els Challenger 1, AH-1 Cobra, AH-64 Apache i Fairchild Republic A-10 Thunderbolt II; s'estima que només el 30% d'ells van sobreviure a la guerra.
En la Invasió de l'Iraq de 2003 els resultats van ser molt similars; els escassos Tipus 59 i 69 que van aconseguir escapar de les goles enemigues el 1991 van combatre contra els encara millorats M1A2, Challenger 2 i la potència mundialment reconeguda aèria de l'USAF. Els pocs tancs que es van salvar van fugir al final de la guerra cap a l'Iran.

## Derivacions russes
Els russos van utilitzar les estructures dels seus T-54/T-55 per fabricar una enorme quantitat de diversos vehicles, mantenint gairebé sempre el reeixit xassís i sistema de rodolament. El disseny bàsic del tanc permetia gran ampliació d'aquest, creant un munt de possibles vehicles especialitzats per complir missions específiques en el camp de batalla, que al seu torn conservarien l'alta mobilitat tot terreny d'un tanc, podent transitar a través dels pitjors terrenys per on els ràpids blindats a rodes no poden. Entre les modificacions més conegudes es troben un vehicle antiaeri, un IFV, diversos llançaflames i més de 15 vehicles de combat per a enginyers.

### BTR-T (BroneTRansporter-Tyazhelyy)

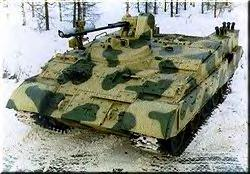
Vehicle de combat d'infanteria pesat BTR-T

Vehicle de combat d'infanteria pesada basada en el buc del T-55. Té una torreta ultra compacta que permet muntar diverses configuracions d'armes; a més el blindatge ha estat augmentat, proporcionant un valor de protecció màxim al front del buc de 600 mm amb el blindatge reactiu inclòs. El seu pes és de 38,5 tones, la seva tripulació de 3 homes i pot transportar uns altres 5 soldats en un compartiment de tropes posterior. Així i tot conserva les dimensions exteriors del buc.
Pot allotjar com a armament principal un canó automàtic 2 A 42 de 30 mm (la més comuna), o un muntatge doble de canons 2 A 38, o una metralladora pesada NSV de 12,7 mm. Com a armament secundari pot instal·lar-se-li un llançador individual per a míssils antitanc 9 M 113 Konkurs (la més comuna) o un llançagranades automàtic AGS-17 de 30 mm
El projecte va sorgir després de la Primera Guerra Txetxena, en on els BTR-80 i BMP-2 de l'Exèrcit Rus van resultar molt fàcils de penetrar. Va ser així que amb el requisit d'un IFV molt bé protegit es va optar per aquesta solució pràctica i barata, que a més li donava una utilitat nova i innovadora als bucs dels T-55 vells i obsolets.

### ZSU-57-2 (Obyekt 500)
Vehicle blindat de defensa antiaèria que utilitza el xassís modificat d'un T-54 A amb una roda menys a cada eruga, amb una nova torreta, més alta i ampla que allotja a dos canons automàtics L/69 S-60 de 57 mm.

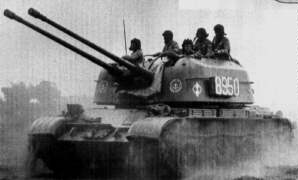
Vehicle blindat antiaeri ZSU-57-2 M

És bastant més lleuger (31 T), en part pel seu fi blindatge de 15 mm d'acer. La tripulació del vehicle ha estat augmentada a 6 homes (comandant, conductor, i 4 operadors per als canons).
Cada canó és capaç de disparar una gran varietat de municions a una taxa de foc màxima de 120 rondes per minut i sostinguda de 70 rondes per minut. L'abast efectiu horitzontal d'aquests és de 4.000 metres i el màxim total és de 12.000 metres, mentre que l'abast efectiu vertical és de 4.250 metres i el màxim total és de 8.000 metres. Dins del vehicle es poden allotjar 316 projectils.
L'elevació dels canons és de +85º/-5º a una velocitat de 20è per segon, i la torreta pot moure's 360° a raó de 30º. Aquesta última té el sostre descobert, de manera que el ZSU-57-2 no pot operar sota condicions NBQ. Les restants parts i capacitats són pràcticament iguals que les del T-54.

### SEU-122-54 (Obyekt 600 - Samokhodnaya Ustanovka)
Canó autopropulsat d'artilleria, que empra el xassís modificat d'un T-54 A, que s'assembla més al d'un T-62, armat amb un canó M62-T de 122 mm i amb 32 projectils. També com a IT-122, van ser construïts 77 vehicles entre 1955 i 1957.

### OT-54 (Obyekt 481)
Tanc llançaflames basat en el T-54, mantenint el canó D-10 i incorporant com a armament secundari amb un llançaflames LLIGO-54 en comptes de la metralladora coaxial SGMT de 7,62 mm.

### TO-55 (Obyekt 482)
Tanc llançaflames basat en el T-55, que es converteix per a l'esmentada funció amb la instal·lació d'un llançaflames LLIGO-200 en reemplaçament de la metralladora coaxial SGMT de 7,62 mm. Compta amb 12 càrregues pirotècniques, les quals són usades per fer ignició amb el llançaflames. Al lloc on s'emmagatzemava part de la munició de 100 mm, hi ha un tanc d'emmagatzematge de 460 litres que conté líquid inflamable, utilitzant-se una mitjana de 36 l per cada tret. El LLIGO-200 té un abast efectiu de 200 metres, i el seu raig té una velocitat inicial de sortida de 100 m/s.

### BMR-2 (Boyevaya Mashina Razminirovaniya)
Tanc limpiaminas que utilitza el xassís del T-55 i que es troba proveït d'un netejamines KMT-7. Aquest vehicle va entrar en servei el 1987, durant la Guerra de l'Afganistan, i no té torreta però està armat amb una metralladora NSVT muntada al sostre del buc, que té un escut de protecció frontal. Més endavant, en alguns vehicles, es van canviar els KMT-7 per una gran varietat de dissenys de rodets antimines per experimentar.

### GPM-54 (Gusenichnaya Pozharnaya Mashina)
Vehicle de combat contra incendis basat en el T-54, equipat amb fulles excavadores al front del xassís, tanc d'aigua intern i mànega muntada al front del sostre del buc. Existeix una altra versió destinada a combatre els incendis petrolífers que té un sistema de múltiples broquets d'aigua en comptes de la torreta, operada per un doble motor jet, de tal manera que pot disparar raigs d'aigua en moltes direccions.